# Автомобільні шляхи Чернігівської області
Автомобі́льні шляхи́ Чернігівської області — мережа доріг на території Чернігівщини, що об'єднує між собою населені пункти та окремі об'єкти та призначена для руху транспортних засобів, перевезення пасажирів та вантажів.

## Шляхи державного значення

### Міжнародні автомобільні шляхи
| Індекс та номер шляху | Маршрут у межах області | Протяжність у межах області, км |
| --------------------- | --- | ------------------------------- |
| E95 E101 E381 М01     | Київська область — Козелець Т 2513 • Т 2528 • Т 2535 • Т 2549 — Кіпті М02 • Т 1008 — Красилівка Т 2553 — Топчіївка Т 2501 — Т 2547 — Чернігів Н27 • Н28 • Р56 • Р67 • Р69 • Т 2506 — Під'їзд до Чернігова (13,7 км) — Ріпки Т 2512 • Т 2537 • Т 2561 — Т 2554 — Нові Яриловичі Т 2507 — КПП «Нові Яриловичі» | 163 км                          |
| E101 E381 М02         | Кіпті М01 • Т 1008 — Т 2525 — Вертіївка Р67 — Мала Кошелівка Т 2551 — Т 2559 — Т 2552 — Т 2524 — Т 2521 • Т 2523 — Городище Т 2531 — Батурин Р61 — Поліське Т 2516 — Сумська область | 143 км                          |

### Національні автомобільні шляхи
| Індекс та номер шляху | Маршрут у межах області | Протяжність у межах області, км |
| --------------------- | --- | ------------------------------- |
| Н07                   | Київська область — Нова Басань Т 2526 — Новий Биків Т 2527 • Т 2541 — Київська область — Чернігівська область — Заїзд Р67 — Білещина Т 2524 — Т 2556 — Р68 — Срібне Т 2530 — Харкове Т 2515 — Сумська область                                                                                 | 130 км                          |
| Н27                   | Чернігів М01 • Н28 • Р56 • Р67 • Р69 • Т 2506 — Т 2555 — Березна Т 2518 • Т 2544 — Т 2534 — Мена Т 2534 • Т 2536 • Т 2542 • Т 2543 — Сосниця Т 2516 • Т 2521 • Т 2532 — Авдіївка Т 2519 — Т 2539 — Т 2550 — Р65 — Під'їзд до Новгород-Сіверського (4,7 км) — Т 2533 — Грем'яч — КПП «Грем'яч» | 208,5 км                        |
| Н28                   | Чернігів М01 • Н27 • Р56 • Р67 • Р69 • Т 2506 — Городня Т 2512 — Т 2516 — Сеньківка — КПП «Сеньківка» | 72,3 км                         |

### Регіональні автомобільні шляхи
| Індекс та номер шляху | Маршрут у межах області | Протяжність у межах області, км |
| --------------------- | --- | ------------------------------- |
| Р56                   | Чернігів М01 • Н27 • Н28 • Р67 • Р69 • Т 2506 — Пакуль — Під'їзд до Славутича (Київська область) — КПП «Славутич» — Київська область | 61 км                           |
| Р61                   | Батурин М02 — Сумська область | 15 км                           |
| Р65                   | КПП «Миколаївка» — Семенівка Т 2512 • Т 2533 • Т 2557 — Н27 — Новгород-Сіверський — Сумська область | 80 км                           |
| Р67                   | Чернігів М01 • Н27 • Н28 • Р56 • Р69 • Т 2506 — Куликівка Т 2501 — Вертіївка М02 — Ніжин Т 2514 • Т 2526 — Під'їзд до Ніжина (7,6 км) — Талалаївка Р68 — Т 2527 — Заїзд Н07 — Прилуки Т 2524 • Т 2530 • Т 2540 — Мокляки Т 2538 — Полтавська область | 180 км                          |
| Р68                   | Талалаївка Р67 — Ічня Т 2524 • Т 2527 • Т 2545 — Т 2545 — Під'їзд до Державного історико-культурного заповідника «Качанівка» (5,3 км) — Т 2515 — Сокиринці — Н07                                                                                     | 99,4 км                         |
| Р69                   | Чернігів М01 • Н27 • Н28 • Р56 • Р67 • Т 2506 — Карпилівка Т 2535 — Десна — Київська область | 86 км                           |

### Територіальні автомобільні шляхи
| Індекс та номер шляху | Маршрут у межах області | Протяжність у межах області, км |
| --------------------- | --- | ------------------------------- |
| Т 2501                | М01 — Олишівка — Куликівка Р67 | 37 км                           |
| Т 2503                | Вільне Т 2516 — Сумська область | 11 км                           |
| Т 2506                | Чернігів М01 • Н27 • Н28 • Р56 • Р67 • Р69 — Любеч Т 2537 — Київська область                                                                                                | 69 км                           |
| Т 2507                | М01 — Добрянка | 13,3 км                         |
| Т 2512                | Ріпки М01 • Т 2537 • Т 2561 — Городня Н28 — Сновськ Т 2518 • Т 2548 — Корюківка Т 2532 • Т 2534 • Т 2536 • Т 2557 • Т 2558 — Холми Т 2519 — Семенівка Р65 • Т 2533 • Т 2557 | 147,5 км                        |
| Т 2513                | Козелець М01 • Т 2528 • Т 2535 • Т 2549 — Носівка Т 2525 • Т 2526 | 38 км                           |
| Т 2514                | Ніжин Р67 • Т 2526 — Плиски Т 2524 — Велика Загорівка Т 2524 — Бахмач Т 2523 • Т 2531 — Дмитрівка Т 2515                                                                    | 100,6 км                        |
| Т 2515                | Р68 — Дмитрівка Т 2514 — Обухове Т 2530 — Харкове Н07 | 53,7 км                         |
| Т 2516                | Сосниця Н27 • Т 2521 • Т 2532 — Оболоння Т 2519 — Придеснянське Т 2560 — Вільне Т 2503 — Короп Т 2517 — Поліське М02                                                        | 71 км                           |
| Т 2517                | Короп Т 2516 — Нехаївка — Шабалинів | 28 км                           |
| Т 2518                | Березна Н27 • Т 2544 — Сновськ Т 2512 • Т 2548 — Н28 — КПП «Хрінівка» | 61,7 км                         |
| Т 2519                | Холми Т 2512 — Авдіївка Н27 — Оболоння Т 2516 | 36,9 км                         |
| Т 2521                | Сосниця Н27 • Т 2516 • Т 2532 — Шаповалівка Т 2523 — М02 • Т 2523 | 34,7 км                         |
| Т 2523                | Борзна Т 1524 • Т 2552 — Шаповалівка Т 2521 — М02 • Т 2521 — Бахмач Т 2514 • Т 2531                                                                                         | 26,3 км                         |
| Т 2524                | Борзна Т 1523 • Т 2552 — М02 — Велика Загорівка Т 2514 — Плиски Т 2514 — Ічня Р68 • Т 2527 • Т 2545 — Білещина Н07 — Прилуки Р67 • Т 2530 • Т 2540                          | 69,5 км                         |
| Т 2525                | М02 — Носівка Т 2513 • Т 2526 | 22,7 км                         |
| Т 2526                | Ніжин Р67 • Т 2514 — Носівка Т 2513 • Т 2525 — Кобижча Т 2527 — Бобровиця Т 2527 • Т 2528                                                                                   | 71,9 км                         |
| Т 2527                | Бобровиця Т 2526 • Т 2528 — Кобижча Т 2526 — Новий Биків Н07 • Т 2541 — Р67 — Ічня Р68 • Т 2524 • Т 2545                                                                    | 82,4 км                         |
| Т 2528                | Бобровиця Т 2526 • Т 2527 — Козелець М01 • Т 2513 • Т 2535 • Т 2549 | 33,4 км                         |
| Т 2530                | Прилуки Р67 • Т 2524 • Т 2540 — Журавка Т 2538 — Варва Т 2546 — Срібне Н07 — Обухове Т 2515                                                                                 | 75,5 км                         |
| Т 2531                | Городище М02 — Бахмач Т 2514 • Т 2523 | 12,4 км                         |
| Т 2532                | Корюківка Т 2512 • Т 2534 • Т 2536 • Т 2557 • Т 2558 — Сосниця Н27 • Т 2516 • Т 2521                                                                                        | 35,7 км                         |
| Т 2533                | Семенівка Р65 • Т 2512 • Т 2557 — Архипівка — Чайкине — Н27 | 52,9 км                         |
| Т 2534                | Корюківка Т 2512 • Т 2532 • Т 2536 • Т 2557 • Т 2558 — Н27 — Блистова — Мена Н27 • Т 2536 • Т 2542 • Т 2543                                                                 | 84,5 км                         |
| Т 2535                | Козелець М01 • Т 2513 • Т 2528 • Т 2549 — Остер Т 1008 — Карпилівка Р69 — Сорокошичі                                                                                        | 59 км                           |
| Т 2536                | Корюківка Т 2512 • Т 2532 • Т 2534 • Т 2557 • Т 2558 — Мена Н27 • Т 2534 • Т 2542 • Т 2543                                                                                  | 25,6 км                         |
| Т 2537                | Любеч Т 2506 — Ріпки М01 • Т 2512 • Т 2561 | 32,3 км                         |
| Т 2538                | Мокляки Р67 — Журавка Т 2530 | 13,3 км                         |
| Т 2539                | Н27 — Покошичі — Курилівка | 21,2 км                         |
| Т 2540                | Прилуки Р67 • Т 2524 • Т 2530 — Київська область | 61,1 км                         |
| Т 2541                | Новий Биків Н07 • Т 2527 — Київська область | 4 км                            |
| Т 2542                | Мена Н27 • Т 2534 • Т 2536 • Т 2543 — Макошине | 10,4 км                         |
| Т 2543                | Мена Н27 • Т 2534 • Т 2536 • Т 2542 — Остреч | 2,2 км                          |
| Т 2544                | Березна Н27 • Т 2518 — Миколаївка | 14,7 км                         |
| Т 2545                | Ічня Р68 • Т 2524 • Т 2527 — Буди | 14,3 км                         |
| Т 2546                | Варва Т 2530 — Гнідинці | 6,5 км                          |
| Т 2547                | М01 — Ладинка | 8 км                            |
| Т 2548                | Сновськ Т 2512 • Т 2518 — Єліне | 22,5 км                         |
| Т 2549                | Козелець М01 • Т 2513 • Т 2528 • Т 2535 — Данівка | 7 км                            |
| Т 2550                | Н27 — Орлівка | 9 км                            |
| Т 2551                | Мала Кошелівка М02 — Заньки | 6 км                            |
| Т 2552                | Борзна Т 1523 • Т 2524 — Комарівка — М02 | 25,1 км                         |
| Т 2553                | Красилівка М01 — Надинівка | 10,9 км                         |
| Т 2554                | М01 — Олешня | 8 км                            |
| Т 2555                | Н27 — Вознесенське | 2,6 км                          |
| Т 2556                | Н07 — Густиня | 4,6 км                          |
| Т 2557                | Корюківка Т 2512 • Т 2532 • Т 2534 • Т 2536 • Т 2558 — Погорільці — Семенівка Р65 • Т 2512 • Т 2533                                                                         | 67,3 км                         |
| Т 2558                | Корюківка Т 2512 • Т 2532 • Т 2534 • Т 2536 • Т 2557 — Бреч | 9,4 км                          |
| Т 2559                | М02 — Лісове | 1,2 км                          |
| Т 2560                | Придеснянське Т 2516 — Вишеньки | 5,1 км                          |
| Т 2561                | Ріпки М01 • Т 2512 • Т 2537 — Радуль | 35 км                           |

Частково територією області проходять територіальні автомобільні шляхи інших областей
| Індекс та номер шляху | Маршрут у межах області                           | Протяжність у межах області, км |
| --------------------- | ------------------------------------------------- | ------------------------------- |
| Т 1008                | Київська область — Остер Т 1008 — Кіпті М01 • М02 | 51 км                           |